# NCAA Division I Cross Country Championships 2021
Die NCAA Division I Cross Country Championships 2021 wurden am 20. November 2021 von der Florida State University ausgetragen. Veranstaltungsort war der Apalachee Regional Park in Tallahassee. Es war die 83. Austragung der Meisterschaften bei den Männern und die 41. Austragung bei den Frauen.
Die Streckenlängen betrugen ca. 6 km bei den Frauen und ca. 10 km bei den Männern. Bei den Frauen gewann Whittni Orton von der Brigham Young University (BYU). Die Brigham Young University war auch in der Teamwertung vorne. Bei den Männen siegte der ebenfalls der BYU angehörende Conner Mantz, während in der Teamwertung die Northern Arizona University zum fünften Mal innerhalb der letzten sechs Austragungen den ersten Platz belegte.

## Ergebnisse

### Männer

#### Einzel
| Platz | Athlet             | Universität      | Zeit (min) |
| ----- | ------------------ | ---------------- | ---------- |
| 1     | Conner Mantz       | BYU              | 28:33,1    |
| 2     | Wesley Kiptoo      | Iowa State       | 28:38,7    |
| 3     | Athanas Kioko      | Campbell         | 28:40,9    |
| 4     | Charles Hicks      | Stanford         | 28:47,2    |
| 5     | Morgan Beadlescomb | Michigan State   | 28:50,6    |
| 6     | Adriaan Wildschutt | Florida State    | 28:52,0    |
| 7     | Abdihamid Nur      | Northern Arizona | 28:52,9    |
| 8     | Casey Clinger      | BYU              | 28:55,7    |
| 9     | Haftu Strintzos    | Villanova        | 28:57,3    |
| 10    | Dylan Jacobs       | Notre Dame       | 28:57,5    |

#### Team
| Platz | Universität und Athleten                                                                                    | Gesamtpunktzahl und Einzelplatzierung |
| ----- | --- | ------------------------------------- |
| 1     | Northern Arizona Abdihamid Nur Nico Young Drew Bosley George Kusche Brodey Hasty Theo Quax Ryan Raff        | 092 06 09 011 032 034 097 136         |
| 2     | Iowa State Wesley Kiptoo Thomas Pollard Gable Sieperda Festus Lagat Ryan Ford Ezekiel Kibichii Chad Johnson | 137 02 018 036 039 042 057 099        |
| 3     | Oklahoma State Isai Rodriguez Shea Foster Victor Shitsama Ryan Smeeton Rory Leonard Alex Maier Ryan Schoppe | 186 019 023 025 051 068 123 190       |
| 4     | Arkansas | 195                                   |
| 5     | Stanford | 236                                   |
| 6     | Tulsa | 237                                   |
| 7     | BYU | 246                                   |
| 8     | Colorado | 249                                   |
| 9     | Notre Dame                                                                                                  | 290                                   |
| 10    | Wake Forest                                                                                                 | 356                                   |

### Frauen

#### Einzel
| Platz | Athletin        | Universität    | Zeit (min) |
| ----- | --------------- | -------------- | ---------- |
| 1     | Whittni Orton   | BYU            | 19:25,4    |
| 2     | Mercy Chelangat | Alabama        | 19:29,3    |
| 3     | Ceili McCabe    | West Virginia  | 19:29,5    |
| 4     | Cailie Logue    | Iowa State     | 19:29,8    |
| 5     | Taylor Roe      | Oklahoma State | 19:33,5    |
| 6     | Kelsey Chmiel   | NC State       | 19:34,6    |
| 7     | Bethany Hasz    | Minnesota      | 19:36,4    |
| 8     | Abby Nichols    | Colorado       | 19:37,6    |
| 9     | Maddy Denner    | Notre Dame     | 19:37,7    |
| 10    | Kayley DeLay    | Yale           | 19:37,7    |

#### Team
| Platz | Universität und Athletinnen                                                                                            | Gesamtpunktzahl und Einzelplatzierung |
| ----- | --- | ------------------------------------- |
| 1     | NC State Kelsey Chmiel Katelyn Tuohy Alexandra Hays Hannah Steelman Samantha Bush Heather Holt Dominique Clairmonte    | 084 06 014 018 020 026 075 122        |
| 2     | BYU Whittni Orton Anna Camp Aubrey Frentheway McKenna Lee Sara Musselman Lexy Halladay Anna Martin                     | 122 01 011 030 037 043 131 135        |
| 3     | New Mexico Emma Heckel Gracelyn Larkin Stefanie Parsons Adva Cohen Abbe Goldstein Amelia Mazza-Downie Aliandrea Upshaw | 130 015 017 028 032 038 046 113       |
| 4     | Colorado | 187                                   |
| 5     | Notre Dame | 215                                   |
| 6     | Stanford | 233                                   |
| 7     | Minnesota | 313                                   |
| 8     | Arkansas | 328                                   |
| 9     | Iowa State | 332                                   |
| 10    | Ole Miss | 350                                   |